# 大唐新能源
中國大唐集團新能源股份有限公司（港交所：1798）前身是中國大唐集團新能源有限責任公司，成立於2004年，是中國第二大的風力發電商，從事風力發電及其他新能源的開發、設計、管理、營運及推廣。大唐新能源是從中國大唐集團旗下從事新能源業務的子公司。
2010年，大唐新能源在香港進行公開招股，招股價介乎2.33至3.18港元，集資最多68.13億元。公司引入了中國鋁業集團、鞍鋼集團、長江電力、龍源電力、劉鑾鴻及國家電網作為基礎投資者。大唐新能源最終以招股價範圍下限2.33元定價，在12月17日上市。
2014年，風電營運商步入經營困難時代，中國棄風限電問題惡化，大唐新能源首度出現盈利倒退負1.5億元人民幣，股價創下上市新低0.66港元。
2018年，中國的棄風限電開始改善，由於公司的風機主要集中於棄風限電嚴重的中國北部，大唐新能源經營情況得以改善盈利達至歷史最高10.93億人民幣。
2019年1月1日，大唐新能源總市值為68億港元（股份價格0.95港元），與2010年招股價2.33元差距143.74%。

## 外部連結
- 大唐新能源公司網站 （页面存档备份，存于）
- 大唐新能源招股章程 （页面存档备份，存于）